# An Officer and a Spy
An Officer and a Spy (Um oficial e um espião) é um thriller de ficção histórica de 2013 do escritor e jornalista inglês Robert Harris. Narra a história real do oficial francês Georges Picquart de 1896 a 1906, quando age para demonstrar a falsidade das provas que levaram à condenação de Alfred Dreyfus e o cumprimento da pena de prisão perpétua na Ilha do Diabo. 

## Resumo
Ao ser promovido para dirigir a section de statistique (Seção Estatística), que mais não era do que os serviços de informações do exécito francês, Georges Picquart começa a descobrir que as provas usadas para condenar Alfred Dreyfus por espionagem, de que resultou a sua prisão perpétua na Ilha do Diabo, são frágeis na melhor das hipóteses. Ao desenvolver a investigação sobre o caso, descobre que os militares e o governo manipularam grande parte das provas. Além disso, o espião que realmente transmitiu a informação (pela qual Dreyfus foi condenado por enviar aos alemães) ainda estava em actividade. Apesar de advertido pelos seus superiores para não o fazer, Picquart prossegue a investigação, arriscando a carreira e a vida para libertar um homem inocente de prisão injusta e para impedir que um espião que permanecia impune continuasse a operar no exército. 

## Recepção
O romance ganhou o Prémio Walter Scott de 2014 e o American Library in Paris Book Award (2014).

## Adaptação ao cinema
Robert Harris inspirou-se para escrever o romance no interesse persistente no caso Dreyfus do seu amigo Roman Polanski. Após a escrita do romance Harris escreveu um roteiro para filme com a mesma história, intitulado D, tendo Polanski sido anunciado como realizador do filme em 2012.
Embora situado em Paris, as filmagens foram programadas para Varsóvia em 2014, por razões económicas. No entanto, a produção foi adiada após as autoridades judiciais dos EUA terem diligenciado a extradição de Polanski documentos de extradição. Apesar de sistema judicial polaco ter rejeitado a extradição, o acesso a quando novos apoios para filmes franceses permitiram que o filme fosse filmado em Paris. Foi orçado em 60 milhões de euros e foi novamente iniciado em julho de 2016, no entanto a sua produção foi adiada, pois Polanski aguardava a disponibilidade de uma estrela cinematográfica cujo nome não foi anunciado.
Foi anunciado, em setembro de 2018, que o projeto havia sido intitulado J'accuse e entraria em produção no final de 2018, tendo nos principais papéis Jean Dujardin, como Picquart, Mathieu Amalric e Olivier Gourmet, sendo produzido por Alain Goldman e distribuído pela Gaumont. Jean Dujardin anunciou em 26 de novembro de 2018 que as filmagens haviam começado naquele dia,  e anunciou em 28 de abril de 2019 que as filmagens haviam sido concluídas.